# Voyevoda (ópera)
Voyevoda (em russo:  Воевода, The Voyevoda) é uma ópera, Op. 3, em 3 atos, 4 cenas, de Pyotr Ilyich Tchaikovsky (1840 – 1893) com  libreto escrito por Alexandr Ostrovsky e baseado na obra The Voyevoda (Um Sonho no Volga). Trata-se da primeira ópera de Tchaikovsky.
A ópera foi composta entre março de 1867 e julho de 1868, estreou a 11 de fevereiro de 1869, no Teatro Bolshoi, em Moscovo. 
| Papel                                                         | Voz           | Estreia 11 de fevereiro de 1869 Maestro: Eduard Merten) |
| ------------------------------------------------------------- | ------------- | ------------------------------------------------------- |
| Nechay Shalïgin, o voyevoda                                   | baixo         | Finokki                                                 |
| Vlas Dyuzhoy, mercador rico                                   | baixo         | Radonezhsky                                             |
| Marya Vlasyevna, a sua mulher                                 | soprano       | A. Menshikova                                           |
| Praskovya Vlasyevna, a sua filha mais velha                   | soprano       | Kronenberg                                              |
| Nastasya                                                      | soprano       | Annenskaya                                              |
| Stepan Bastryukov, filho de um nobre abastado                 | tenor         | Rapport                                                 |
| Roman Dubrovin                                                | barítono      | Demidov                                                 |
| Olena, a sua mulher                                           | mezzo-soprano | Ivanova                                                 |
| Rezvïy, criado de Bastryukov                                  | baixo         | Bozhanovsky                                             |
| Jester                                                        | tenor         | Lavrov                                                  |
| Nedviga, enfermeira                                           | mezzo-soprano | Rozanova                                                |
| Novo voyevoda                                                 | baixo         | Korin                                                   |
| Coro, papéis sem voz: nobres, comerciantes, agentes, donzelas |               |                                                         |